# Tour de France 2005/14. Etappe
Die 14. Etappe der Tour de France 2005 war 220,5 Kilometer lang und führte von Agde nach Ax-3 Domaines, einem Wintersportort oberhalb von Ax-les-Thermes. Die Haupthindernisse waren der 2001 Meter hohe Port de Pailhères und der Schlussaufstieg zum 1337 Meter hoch gelegenen Ziel.
Das Rennen wurde nach sieben Kilometern so richtig lanciert, als sich eine Gruppe mit 15 Fahrern vom Feld absetzen konnte. Bei Kilometer 20 gehörten noch zehn Fahrer zu dieser Spitzengruppe, darunter Alexandre Moos, Juan Manuel Gárate, Stefano Garzelli und Georg Totschnig. Beim Beginn des Aufstiegs zur Porte de Pailhères, einem Pass der höchsten Kategorie, betrug der maximale Vorsprung 9:30 Minuten.
Lance Armstrong wurde bereits zu Beginn isoliert, da keiner seiner Mannschaft nach der Attacke des Team T-Mobile mithalten konnte. Für kurze Zeit verlor Armstrong den Anschluss an Jan Ullrich und Ivan Basso, konnte diese jedoch wieder einholen. Totschnig konnte alle seine Begleiter abschütteln und kam als Erster auf der Passhöhe an. Stefano Garzelli folgte mit 52 Sekunden Rückstand, die Gruppe mit Armstrong, Ullrich, Basso, Floyd Landis und Levi Leipheimer nach 3:50 Minuten.
In der langen Abfahrt bildete sich hinter Totschnig und Garzelli eine Gruppe mit elf Fahrern. Doch in der Schlusssteigung fiel diese Gruppe wieder auseinander, als Armstrong, Ullrich und Basso das Tempo erhöhten. Garzelli wurde bald eingeholt, und so lag nur noch Totschnig an der Spitze. Der Österreicher konnte schließlich noch einen Vorsprung von 56 Sekunden ins Ziel retten; er feierte somit den ersten österreichischen Etappensieg seit 74 Jahren (1931 hatte Max Bulla die 2., 12. und 17. Etappe gewonnen). Armstrong wurde Zweiter, Basso Dritter. Ullrich konnte eine erneute Tempoverschärfung nicht mehr mithalten und verlor auf dem letzten Kilometer einige Sekunden.

## Zwischensprints
1. Zwischensprint in Narbonne (50 km)
| Erster  | Carlos Da Cruz, 6 P. und 6 s   |
| Zweiter | Philippe Gilbert, 4 P. und 4 s |
| Dritter | Andrij Hrywko, 2 P. und 2 s    |

2. Zwischensprint in Saint-Laurent-de-la-Cabrerisse (78 km)
| Erster  | Carlos Da Cruz, 6 P. und 6 s   |
| Zweiter | Philippe Gilbert, 4 P. und 4 s |
| Dritter | Andrij Hrywko, 2 P. und 2 s    |

## Bergwertungen
Col de Villerouge Kategorie 4 (90,5 km)
| Erster  | Jurij Krywzow, 3 P.      |
| Zweiter | Juan Manuel Gárate, 2 P. |
| Dritter | Andrij Hrywko, 1 P.      |

Col de Bedos Kategorie 4 (98,5 km)
| Erster  | Juan Manuel Gárate, 3 P. |
| Zweiter | Stefano Garzelli, 2 P.   |
| Dritter | Walter Bénéteau, 1 P.    |

Col des Fourches Kategorie 4 (104 km)
| Erster  | Juan Manuel Gárate, 3 P. |
| Zweiter | Walter Bénéteau, 2 P.    |
| Dritter | Andrij Hrywko, 1 P.      |

Col du Paradis Kategorie 3 (115,5 km)
| Erster  | Juan Manuel Gárate, 4 P. |
| Zweiter | Georg Totschnig, 3 P.    |
| Dritter | Andrij Hrywko, 2 P.      |
| Vierter | Stefano Garzelli, 1 P.   |

Port de Pailhères « Hors catégorie » (191,5 km)
| Erster   | Georg Totschnig, 20 P.  |
| Zweiter  | Stefano Garzelli, 18 P. |
| Dritter  | Walter Bénéteau, 16 P.  |
| Vierter  | Jan Ullrich, 14 P.      |
| Fünfter  | Floyd Landis, 12 P.     |
| Sechster | Lance Armstrong, 10 P.  |
| Siebter  | Levi Leipheimer, 8 P.   |
| Achter   | Ivan Basso, 7 P.        |
| Neunter  | Francisco Mancebo, 6 P. |
| Zehnter  | Michael Rasmussen, 5 P. |

Ax-3 Domaines Kategorie 1 (219,5 km)
| Erster   | Georg Totschnig, 30 P.   |
| Zweiter  | Lance Armstrong, 26 P.   |
| Dritter  | Ivan Basso, 22 P.        |
| Vierter  | Jan Ullrich, 18 P.       |
| Fünfter  | Floyd Landis, 16 P.      |
| Sechster | Levi Leipheimer, 14 P.   |
| Siebter  | Francisco Mancebo, 12 P. |
| Achter   | Michael Rasmussen, 10 P. |